# Burn (Lied)
Burn (englisch für: „Brenne!“) ist ein Lied der britischen Rockband Deep Purple. Der schnelle, kraftvolle und riffbetonte Metalsong aus dem Jahre 1973 wurde im folgenden Jahr als Opener auf dem gleichnamigen Studioalbum Burn veröffentlicht. Eine gekürzte Version erschien in den USA und in Japan auch als Single. Burn gilt als einer der Wegbereiter des Speed Metal und Power-Metal-Genre, als auch des Neoklassischen Metal. Die Zeitschrift Ultimate Classic Rock listete Burn auf Platz 7 der Top 10 Deep Purple Songs. Weiter ist der Song Teil von Guitar Hero 6: Warriors of Rock aus dem Jahr 2010.

## Hintergrund
Das Lied verschmilzt Deep Purples riffbetonten Hard-Rock-Stil und ihre klassischen Einflüsse, die sich in Jon Lords Orgelsoli offenbaren. Das hierzu für Burn verwendete Riff entstand nach Angaben von Gitarrist Ritchie Blackmore während einer Jam-Session und wurde möglicherweise unterbewusst durch das Lied "Fascinating Rhytm" von George Gershwin inspiriert. Er wollte für seine musikalischen Kompositionen vom neuen Sänger David Coverdale Texte über „Ritter in glänzenden Rüstungen, Dämonologie und mythologische Helden“ haben. Coverdale hatte damit noch einige Probleme; die achte Textfassung passte dann hierfür, nun hieß der Song nicht mehr wie ursprünglich „Take Me Down the Road“, sondern eben Burn. Hiermit kann Burn auch als einer der ersten für den, in den 1980er Jahren populären, Fantasy-Rock stehen.

## Liveaufführungen
Burn trat die Nachfolge des bisherigen Konzertopeners Highway Star an. Seine erste Aufführung hatte Burn am 8. Dezember 1973 in Aarhus, Dänemark. Der Song ist auch Bestandteil der im Folgejahr eingespielten California Jam. Beinahe zwei Jahre, bis zu ihrem letzten Konzert im März 1976 und der darauffolgenden Auflösung der Band, wurde Burn als Eröffnungsstück ihrer Livekonzerte eingesetzt. Als sich Deep Purple im Jahre 1984 wiedervereinigte, wurde das gesamte Songmaterial der Coverdale-Hughes-Ära (Deep Purple Mark III und IV) aus dem Liveset der Gruppe verbannt. Einzig in Deep Purples kurzer Zeit mit Sänger Joe Lynn Turner zwischen 1989 und 1991 wurde Burn im Jahr 1991 wieder als Opener in das Liveprogramm eingeführt.
Nach Ritchie Blackmores Ausstieg bei Deep Purple und der darauffolgenden Reunion von Rainbow wurde Burn auch in das dortige Liveprogramm übernommen. Von David Coverdales Band Whitesnake und von Glenn Hughes wird der Song heute noch aufgeführt.

## Coverversionen
- 2014 wurde Burn anlässlich des Abschiedskonzerts für den verstorbenen Jon Lord in der Londoner Royal Albert Hall mit Glenn Hughes, Bruce Dickinson, Don Airey, Ian Paice und Rick Wakeman und dem Orion Orchestra aufgeführt.[6]
- 2015 wurde der Song gemeinsam mit 14 anderen Liedern aus der Coverdale-Ära auf Whitesnakes The Purple Album veröffentlicht. Weitere Coverversionen von Burn stammen unter anderem von Bands aus dem Rock- und Metalgenre wie Riot, Michael Angelo Batio, Soilwork, Mr. Big, Jorn, Glenn Hughes, Dario Mollo, Black Country Communion, Rata Blanca, Savage Grace, W.A.S.P., Chris Slade (Ex-AC/DC),  Stratovarius und Demon’s Eye.